# Рафаело Джованьоли
Рафаело Джованьоли (на италиански: Raffaello Giovagnoli) е италиански писател романист, роден на 13 май 1838 година в Рим, където е и починал на 15 юли 1915 година.
Известност придобива с романа си Спартак, написан през 1874 г., с който започва работа по голям цикъл от исторически романи за историята на Древния Рим.
В стила си Джованьоли следва романтичната традиция. Силно влияние му оказват Уолтър Скот и Дюма-баща. Джованьоли е свързан и с италианските романисти около Млада Италия – Масимо де Адзельо и Л. Капраника (1821-1891).